# كارل ثيودور سورينسن
كارل ثيودور سورينسن (بالدنماركية: C.Th. Sørensen)‏ هو مهندس معماري ومهندس المناظر الطبيعية ومؤلف دنماركي، ولد في 24 يوليو 1893 في ألتونه في ألمانيا، وتوفي في 12 سبتمبر 1979 في كوبنهاغن في الدنمارك.

## معرض صور

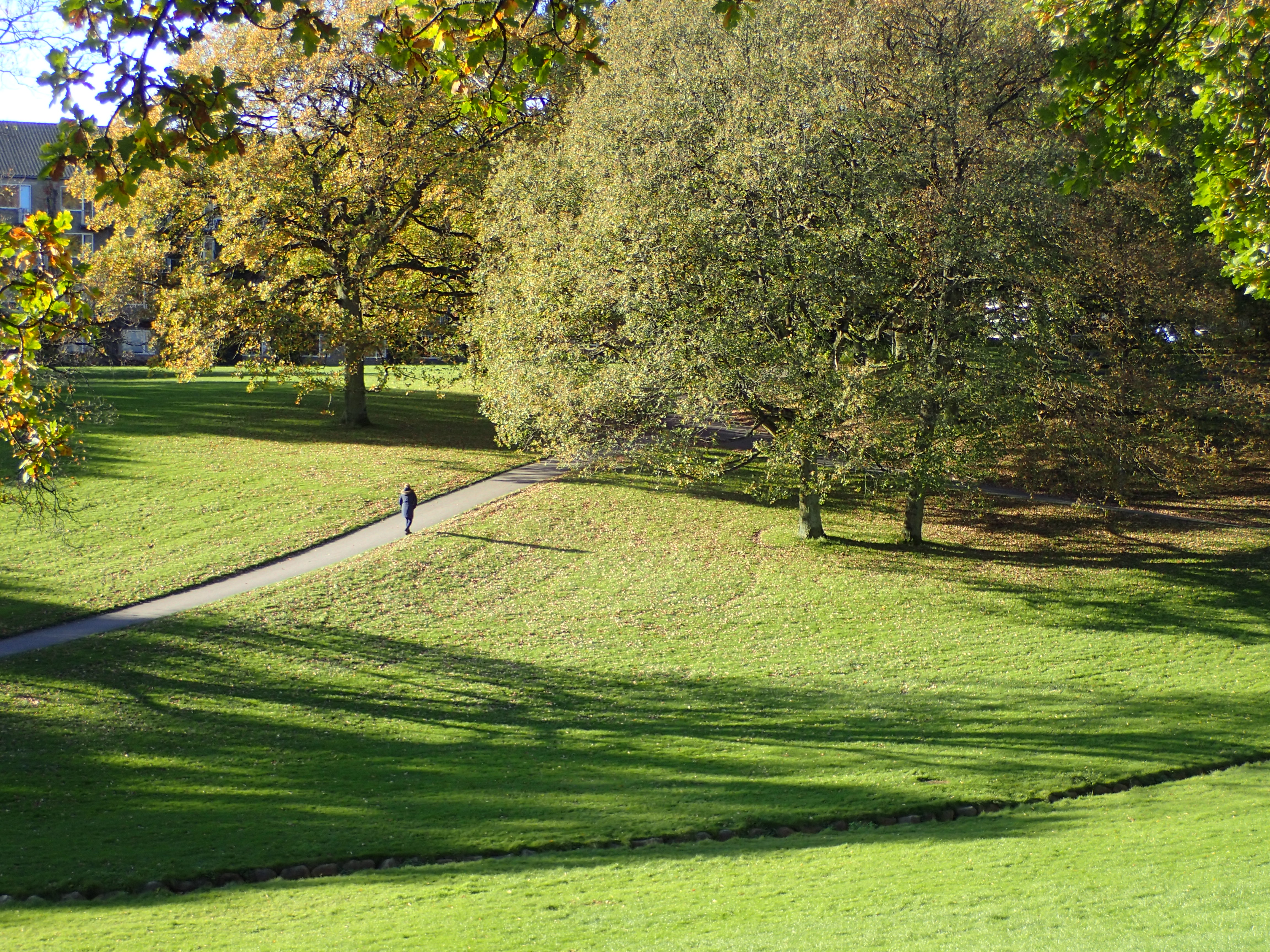
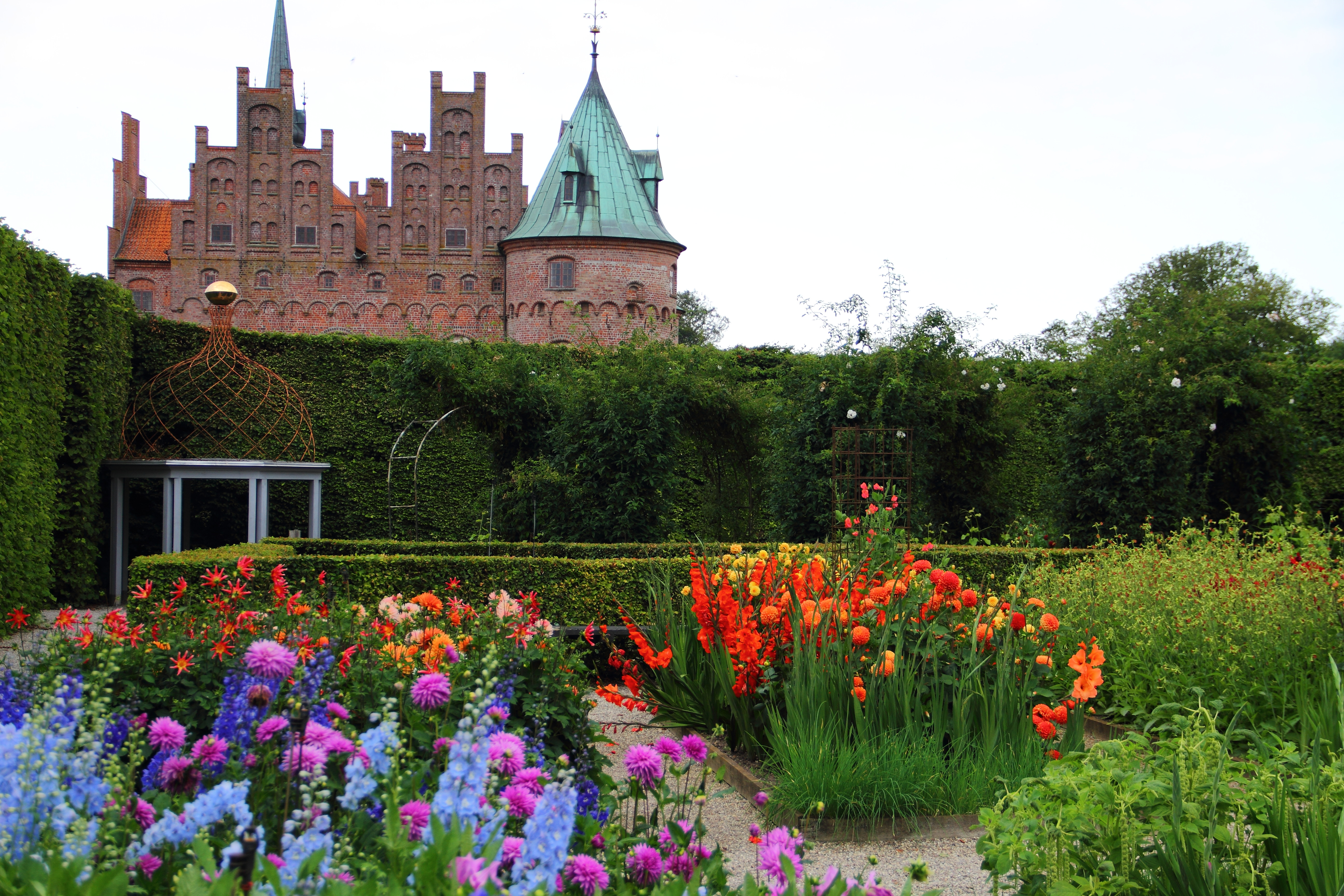
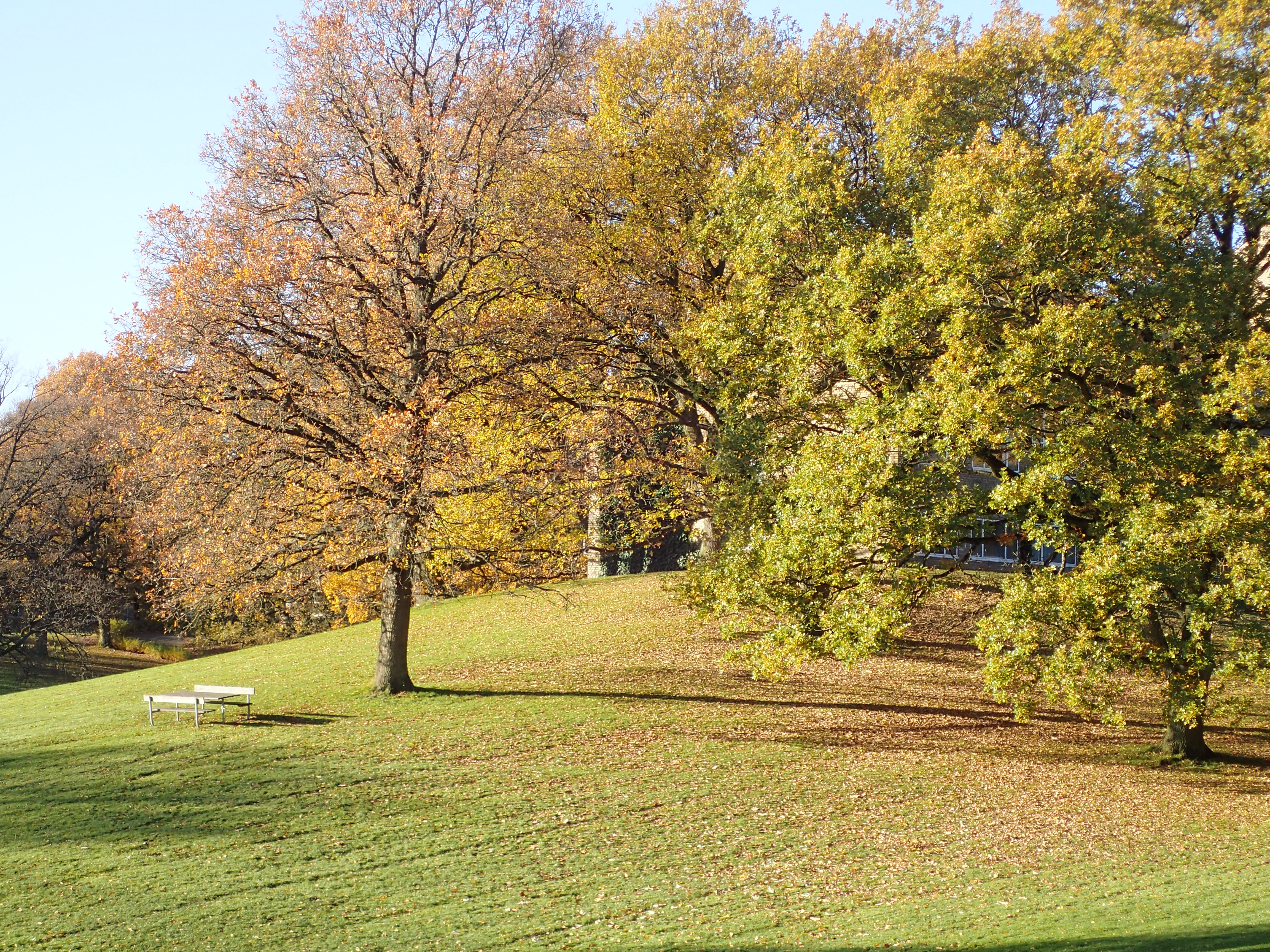
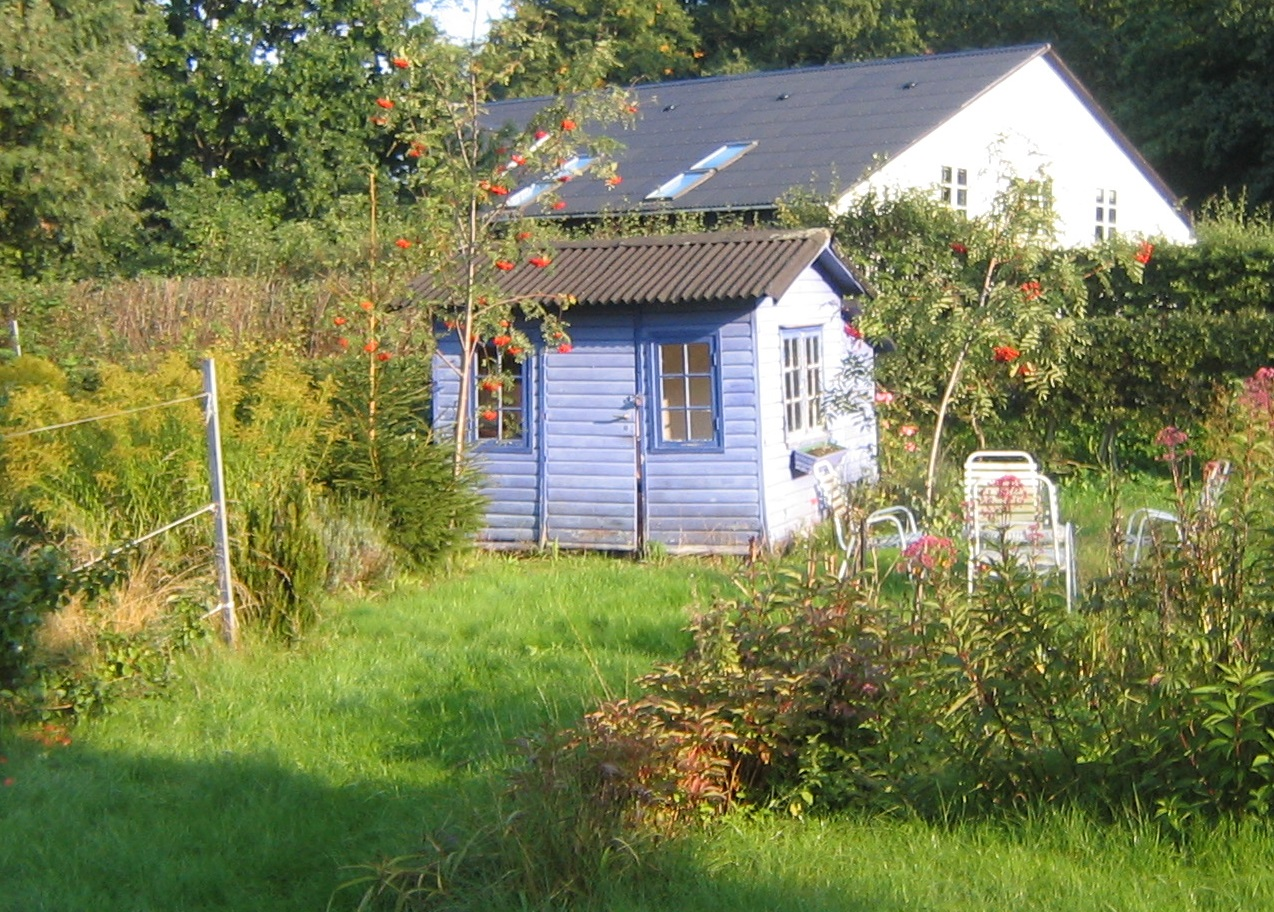
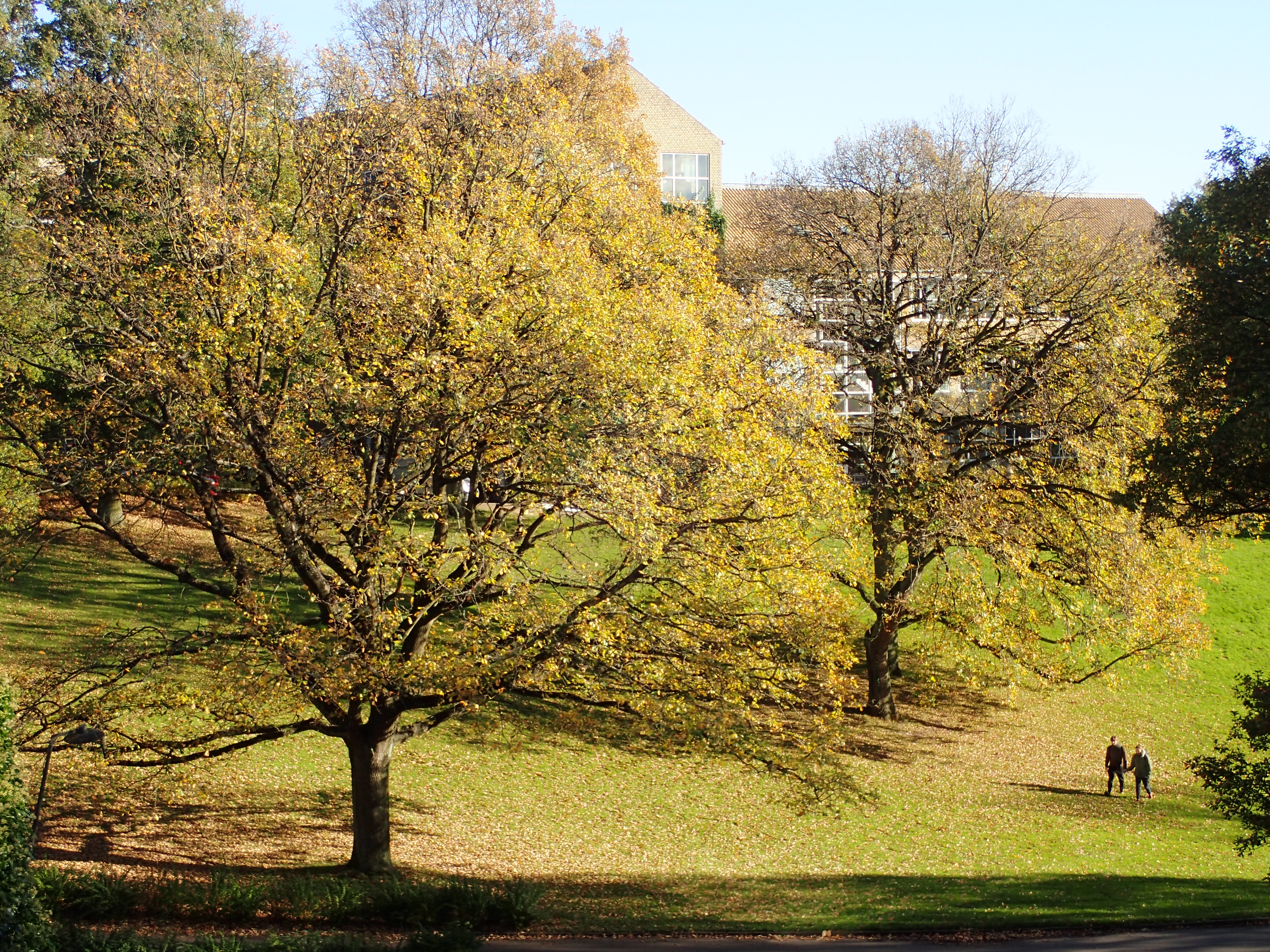
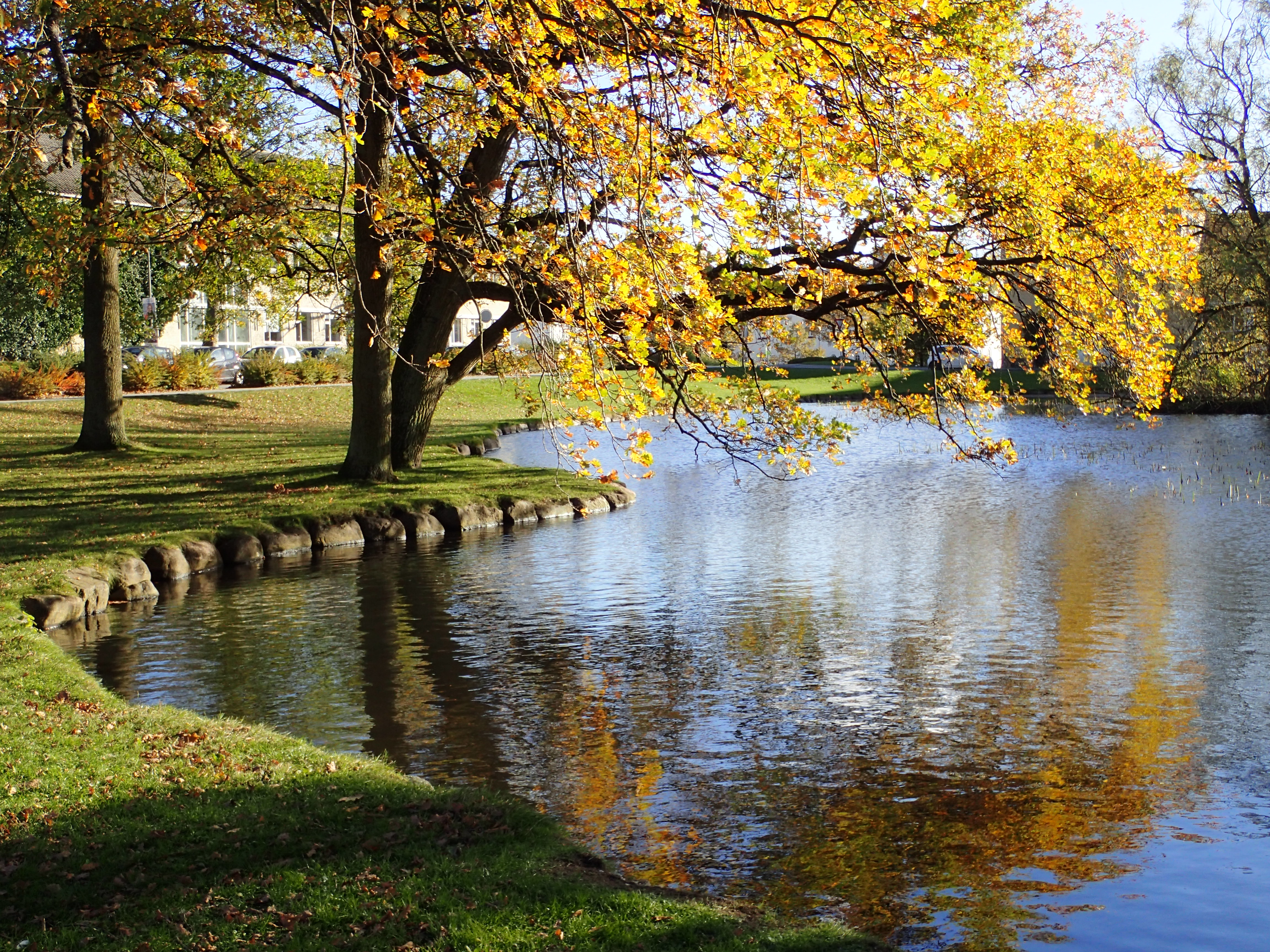